# توماس لوثي
توماس لوثي مواليد 6 سبتمبر 1986، هو متسابق دراجات نارية سويسري. نافس في سباقات بطولة العالم لفئة 250 سي سي ولفئة 125 سي سي ولفئة 50 سي سي.

## البطولات
- بطولة العالم لفئة 125 سي سي 2005

## وصلات خارجية
- توماس لوثي على موقع MotoGP.com (الإنجليزية)
- توماس لوثي على موقع AS.com (الإسبانية)

- الموقع الرسمي